# Michael Wheeler (Leichtathlet)
Michael Wheeler (Michael Keith Valentine „Mike“ Wheeler; * 14. Februar 1935 in Watford; † 15. Januar 2020 in Poole) war ein britischer Sprinter.
Bei den Olympischen Spielen 1956 in Melbourne erreichte er über 400 m das Viertelfinale. In der 4-mal-400-Meter-Staffel gewann er mit der britischen Mannschaft in der Besetzung John Salisbury, Wheeler, Peter Higgins und Derek Johnson die Bronzemedaille.
1956 wurde er britischer Meister über 440 Yards.